# Florestópolis
Florestópolis este un oraș în Paraná (PR), Brazilia.